# Prîsivți, Zboriv
Prîsivți (în ucraineană Присівці) este un sat în comuna Mlînivți din raionul Zboriv, regiunea Ternopil, Ucraina.

## Demografie
Componența lingvistică a localității Prîsivți
     Ucraineană (99,87%)
     Alte limbi (0,13%)
Conform recensământului din 2001, majoritatea populației localității Prîsivți era vorbitoare de ucraineană (99,87%), existând în minoritate și vorbitori de alte limbi.